# رامبا (ممثلة)
رامبا (من مواليد فيجايالاكشمي ييدي ؛ 5 يونيو 1976) هي ممثلة هندية سابقة. كانت واحدة من الممثلات البارزات في السينما الهندية في التسعينيات وأوائل القرن الحادي والعشرين. في مهنة امتدت لما يقرب من عقدين من الزمن، ظهر رامبا في أكثر من 100 فيلم بثماني لغات، معظمها باللغتين التيلجو والتاميلية ، بالإضافة إلى الهندية والكانادية والمالايالامية ، إلى جانب عدد قليل من الأفلام البنغالية والبهوجبرية والإنجليزية .

## النشأة والخلفية
ولد رامبا باسم فيجايالاكشمي يدي  في فيجاياوادا بولاية أندرا براديش في 5 يونيو 1976  في عائلة التيلجو . أكملت تعليمها في مدرسة أتكينسونز الثانوية العليا، فيجاياوادا. بينما كانت تدرس في مستواها السابع، قامت بدور أمافارو (الإلهة الأم) في مسابقة اليوم السنوي لمدرستها. حضر الحفل المخرج هاريهاران الذي ظل على اتصال وقدمها لاحقًا على أنها البطلة في الفيلم المالايالامي سارجام . كان اسمها الأول الذي ظهر على الشاشة هو أموروثا ، والذي غيرته لاحقًا إلى رامبا بعد اسم الشخصية في فيلمها الأول التيلجو Aa Okkati Adakku .

## الحياة الشخصية
تزوجت رامبا من إندراكومار باثماناثان، وهو رجل أعمال سريلانكي من التاميل مقيم في كندا، في 8 أبريل 2010 في كارناتاكا كاليانا ماندابام في تيرومالا . واستقروا في تورونتو . ولديهما ابنتان وابن.

## حياة مهنية
تخلت رامبا عن تعليمها في سن 15 عامًا ثم بدأت حياتها المهنية مع فيلم المالايالامية للمخرج هاريهاران سارجام (1992) مقابل فينيث . كان أداء الفيلم جيدًا في شباك التذاكر، وقد رصدها المخرج EVV Satyanarayana الذي ألقاها بعد ذلك في فيلم التيلجو Aa Okkati Adakku (1992)، حيث تم إقرانها أمام راجيندرا براساد. كان أداء الفيلم جيدًا ودفع العديد من عروض الأفلام للممثلة من العديد من الصناعات السينمائية المختلفة عبر الهند. خلال ذروة حياتها المهنية في أواخر التسعينيات، واصلت رامبا عمدا اختيار الأدوار الساحرة للحصول على عروض الأفلام. في الأفلام الناجحة مثل هتلر (1997) بطولة شيرانجيفي ، ظهر رامبا في أدوار لم تكن ذات صلة بالمؤامرة وتم تصويرها على أنها اهتمام حب الممثل الرئيسي.
بدأت حياتها المهنية كمنتجة بمساعدة شقيقها في فيلم Three Roses (2003)، والذي لعبت فيه جيوثيكا وليلى ورامبا الشخصيات الرئيسية. ومع ذلك، فشل الفيلم في شباك التذاكر، ووقعت في الديون بشدة بعد عرض الفيلم.
 باعت منزلها في Mount Road، تشيناي من أجل سداد الدين، بينما تم حجزها أيضًا في قضية شيك مرتجع رفعها ممولو الفيلم.
عملت رامبا بعدة لغات وحافظت دائمًا على توازن ناجح في المالايالامية والتيلجو والتاميلية والهندية والكانادية والبهوجبرية والبنغالية . في عام 2010، قام رامبا بالتصوير جنبًا إلى جنب مع براكاش راج في فيلم تشويق بعنوان Vidiyum Varai Kathiru . تم تصوير الفيلم بثلاث لغات وهي التاميل والتيلجو والمالايالامية، لكن الفيلم لم يكن له عرض مسرحي.
بعد زواجها، تخلت عن الأفلام لأنها شعرت أن شعبيتها في الأفلام تلاشت حيث لاحظت أنها لم تكن تحصل على أدوار لحمية كما اعتادت، وقد حكمت على برنامج تلفزيوني تاميل مشهور جدًا Maanada Mayilada ، وعرض الرقص التيلجو Dhee. . بعد فجوة طويلة عادت من تورنتو، ظهرت كقاضية في برنامج الرقص Zee Telugu ABCD-Anybody Can Dance وحكمت على Kings of Comedy Juniors على Vijay TV .
وهي سفيرة العلامة التجارية لشركة Kolors للرعاية الصحية، تشيناي.